# Paramarpissa
Genre
Synonymes
- Eremattus Banks, 1904

Paramarpissa est un genre d'araignées aranéomorphes de la famille des Salticidae.

## Distribution
Les espèces de ce genre se rencontrent au Mexique et aux États-Unis.

## Liste des espèces
Selon World Spider Catalog (version 18.0, 01/05/2017) :
- Paramarpissa albopilosa (Banks, 1902)
- Paramarpissa griswoldi Logunov & Cutler, 1999
- Paramarpissa laeta Logunov & Cutler, 1999
- Paramarpissa piratica (Peckham & Peckham, 1888)
- Paramarpissa sarta Logunov & Cutler, 1999
- Paramarpissa tibialis F. O. Pickard-Cambridge, 1901

## Publication originale
- F. O. Pickard-Cambridge, 1901 : Arachnida - Araneida and Opiliones. Biologia Centrali-Americana, Zoology. London, vol. 2, p. 193-312 (texte intégral).